# F1 2018 (jogo eletrônico)
F1 2018 é um jogo eletrônico de corrida desenvolvido e publicado pela Codemasters. O jogo é baseado na temporada de Fórmula 1 de 2018 e inclui todos seus circuitos, equipes e pilotos. Foi lançado em 24 de agosto de 2018 para Microsoft Windows, PlayStation 4, Xbox One, Android e iOS.

## Conteúdo
F1 2018 conta com 21 circuitos da temporada, voltando com Hockenheimring (Alemanha) e fazendo sua primeira aparição no Circuito de Paul Ricard (França). Além dos 10 carros correspondentes em 2018, inclui clássicos como o McLaren M23, o Ferrari 312T, o Williams FW25 ou o Brawn BGP 001, além de todos os já vistos em F1 2017.
Como no jogo anterior, possui um sistema de desenvolvimento de automóvel através de pontos; motor, chassi e aerodinâmica; mas de uma maneira mais simples, já que os jogadores "não tinham muito interesse em completá-lo", segundo o desenvolvedor.

## Recepção
O jogo eletrônico recebeu críticas favoráveis. No Metacritic, sua pontuação foi superior a 80/100 nas três plataformas; semelhante ao jogo anterior.